# Akdağmadeni
Akdağmadeni, griechisch Ἀργυρίων Argyríōn, ist eine Stadt und ein Landkreis der türkischen Provinz Yozgat. Der Ort liegt etwa 90 Kilometer östlich der Provinzhauptstadt Yozgat. Laut Stadtsiegel erhielt der Ort 1862 den Status einer Belediye (Gemeinde).

## Der Landkreis
Der Landkreis liegt im Osten der Provinz. Er grenzt im Süden an Çayıralan, im Südwesten an Sarıkaya, im Westen an Saraykent, im Norden an Kadışehri und im Osten an die Provinzen Tokat und Sivas.
Die Stadt und den Landkreis durchquert von Westen nach Osten die Europastraße 88, die von Ankara im Westen über Yozgat kommend im Osten nach Sivas führt. Nahe der Kreisstadt entspringt der Fluss Akdağmadeni Deresi. Er fließt nach Nordwesten und mündet schließlich in den Çekerek Çayı, der etwa die nördliche Landkreisgrenze zu Kadışehri bildet. Im Nordwesten entspringt der Akçakoyunlu Deresi, der wiederum in den Akdağmadeni Deresi fließt. Im Nordosten fließt der kleinere Gökdelen Deresi vom 1422 Meter hohen Çamlı Dağı in den Çekerek Çayı. Der Ort liegt am Nordwesthang des Gebirges Ak Dağları, der den Südosten des Kreises einnimmt. Dazu gehören der 2155 Meter hohe Büyüknalbant Dağı südwestlich und der 1855 Meter hohe Çiçekli Tepe nordöstlich von Akdağmadeni.
Der Landkreis bestand schon bei Gründung der Türkei 1923. Er ist der zweitgrößte der Provinz und gliedert sich in die Kreisstadt (Merkez) (ca. 52,2 % der Kreisbevölkerung) und drei weitere Gemeinden (Belediye): Umutlu (2.028), Belekçahan (2.020) und Oluközü (1.341 Einw.). Des Weiteren existieren noch 78 Dörfer (Köy) mit einer Gesamtbevölkerung von 14.888 Einwohnern (35,1 % der Kreisbevölkerung). Keines der Dörfer hat über tausend Einwohner, Yukarıçulhalı (678) und Üçkaraağaç (762 Einw.) sind die beiden größten, weitere 29 Dörfer haben mehr Einwohner als der Durchschnitt (191). Seit 2018 ist das Dorf Karahisartatlısı ein Mahalle (Stadtviertel) von Umutlu.

## Geschichte
Akdağmadeni („Akdağ madeni“ übersetzt: Akdağ-Minen) wurde als Bergbau-Ort in der Mitte des 19. Jahrhunderts als Verwaltungszentrum gegründet und die Gemeinde „Madenciler“ (Minenarbeiter) bzw. „Maden“ (Mine) genannt. Über die frühere Geschichte des Bezirks ist wenig bekannt, da er bis 1815 bewaldet war. Es ist bekannt, dass die Talschaft mit dem heutigen Dorf Çepni damals zum Kaza (Bezirk) Karahisar Beyramşah im Sandschak Bozok (heute Yozgat) gehörte. Das heutige Zentrum von Akdağmadeni befand sich damals bei einer offenen Zisterne des damaligen Bezirks Güneyli, der bis 1815 mit dichtem, schwer zu betretendem Kiefernwalde bewachsen war (heute der Marktplatz) und wo die Tiere zur Tränke gebracht wurden. Die meisten Bewohner von Akdağmadeni kamen erst 1830 als Grubenarbeiter von Gümüşhane nach dem dortigen Verfall der Silberminen. 1860 bildete man ein Nahiye (Unterbezirk) Akdağmadeni mit einer Verwaltung, die dem Bezirk Karahisar Beyramşah angegliedert war und  Yozgat unterstellt wurde. Der Ort selbst wurde 1871 zum Kaza Merkezi (Kreiszentrum) erhoben und damit zur Stadt.
Mit der Anlage des Ortes hatte sein Wachstum durch Zuwanderung von den Arbeitern aus Gümüşhane, Trabzon, Arapkır und Ahıska (Ahisha/Ahaltsikhe in Meschetien/Georgien, heute ein Teil der georgischen Region Samzche-Dschawachetien) erheblich zugenommen. Während die Stadt 1923 1250 Einwohner hatte, ging die Bevölkerungszahl nach der Umsiedlung von Griechen und Armeniern nach Griechenland in den Jahren 1924–1927 erheblich zurück. Gleichzeitig wurden 266 Muhacir-Familien aus Griechenland aus der Region Kayalar bei Thessaloniki in Akdağmadeni angesiedelt, aber da manche von ihnen in andere Gebiete abwanderten, konnte der Bevölkerungsmangel über viele Jahre nicht kompensiert werden. Da es sich bei vielen Umsiedlern um Tabakbauern handelte, waren diese erneut zu ihren gefundenen Verwandten in die türkischen Tabakzonen abgewandert. Später fand in den Orten ein weiterer Austausch statt: 790 Muhacir-Haushalte aus Rumänien (1935), Bulgarien (1951) und Jugoslawien wurden in den Dörfern um Akdağmadeni angesiedelt.

## Bergbau
Silberhaltige Blei-Zinkerze sind in der Umgebung von Akdağmadeni am Waldgebirge des Akdağ im östlichen Abschnitt des Kızılırmakbogens schon lange bekannt. Einige Kilometer nordöstlich des Ortes befinden sich die seit alters her bekannten Blei-Zink-Silberlagerstätten des Akdağ. Man unterscheidet die Lagerstätten dort nach der Mineralvergesellschaftung in zwei Bereiche: Der westliche (Karakaya, Boğatepe, Köyyamacıtepe) mit einem mächtigen eisernen Hut von Limonit zeigt eine höher temperierte thermale Erz-Vergesellschaftung mit Magnetit, Pyrit, Hämatit, Quarz und Kalzit. Im bedeutsameren östlichen Bereich (Evcininboyuntepe, Çiçeklitepe, Çukurmaden, Nusrettepe) treten Zinkblende und Bleiglanz als Haupterzmineralien hervor.
Seit 1815 wird im Bezirk Akdağmadeni Blei-Zink-Erz mit Silbergehalt bergbaulich gewonnen. Das aus den Minen Bayramalı und Kıraçbey in der Region Karapırı gewonnene Erz (Reserven etwa 3 Mio. Tonnen), die seit 1967 von Rasih und İhsan Mining Company betrieben werden, wird in der Flotationsanlage im Bezirk Akdağmadeni zu Blei- und Zinkkonzentrat angereichert und über den Hafen von Samsun exportiert. Von 1820 bis. ca. 1860 wurde der Bergbau bei Akdağmadeni eher extensiv betrieben. In den Jahren 1908 bis 1918 wurde er dank staatlicher Förderung wieder ins Leben gerufen. Danach ruhte er bis zum Jahre 1962. Von der einstigen Bedeutung der älteren Betriebsperioden zeugen Schlackenhalden von ca. 25 000 t, die z. T. in der Nähe der alten Gruben, zum Großteil aber bei Akdağmadeni selbst liegen. Unbedeutendere Abbaue finden sich 4–5 km südöstlich von Akdağmadeni in der Nähe des Ziyaret Tepesi und des Keçikaletepe. Weitaus bedeutender waren wohl die ostnordöstlich von Akdağmadeni gelegenen Lagerstätten in der Umrandung des Çiçeklidağ-Granites. In der Umgebung des Boğatepe findet man mehrere flache Pingenzüge, in denen neben Quarz und Kalzit reichlich Limonit ansteht. Limonit bildet hier einen „eisernen Hut“ über einer primären Erzlagerstätte von Pyrit mit Hämatit und Bleiglanz. Die dort anstehenden Erze  erreichen maximal zwei Meter Mächtigkeit. Wenige 100 Meter westlich des Karakaya liegen in kontaktmetamorph verändertem Marmor 20–30 Pingen und Schachtansätze mit extensiven Erzlagerstätten aus Bleiglanz mit quarziger Gangart. Weitere ausgedehnte Grubenreviere findet man auf dem von Karapiri zum Çiçeklitepe aufsteigenden Bergkamm. Auf der Hochfläche des Köyyamaçıtepe erkennt man  Reihen von 5–10 m tiefen Schächten. Am Evcininboyuntepe, einem von Çiçeklitepe nach Norden abfallenden Höhenrücken, liegt ein ausgedehntes Grubenrevier in Marmor, der über weite Bereiche zu Diopsid- und Granatfels umgewandelt ist. Auf einem Areal von 700 m × 200 m sind hier mehr als 100 einzelne Abbaustellen von Bleiglanz, Zinkblende, Magnetit, Epidot, Granat und Quarz, darunter noch heute offene Schächte bis zu 35 m Teufe. Am Südfuß des Nusrettepe finden sich ca. 20 Schächte und Stollen einer jüngeren Abbauperiode von Zinkblende und Bleiglanz, deren Verhüttung im benachbarten Oyumçayırdere-Tal erfolgte, wo mehrere 1000 t erzhaltiger Schlacken liegen. Als südöstlichstes Revier stößt man auf das sehr alte Bergbaugebiet am Gipfel des Oyumçayırtepe. In manchen aussichtsreichen Revieren hat man neuerdings wieder mit einem nach modernen Gesichtspunkten betriebenen Bergbau begonnen.
Die frischen Aufschlüsse des neueröffneten Bergbaus erlauben genauere Angaben über die Art der Erzanreicherung. Im Laufe einer (wahrscheinlich variskischen) Orogenese wurde das Grundgebirge aufgefaltet. In die Sattelzonen erfolgten Intrusionen von saurem Magma, das oberflächennah erstarrte. Flüssige Nachschübe drangen in die tektonisch aufgelockerten kalkigen Nebengesteine ein. Nach stärkerer Abkühlung wanderten unter hydrothermalen Bedingungen die Erzmineralien ein und kristallisierten aus, wobei die Lösungen im Dach des Granits stärker konzentriert wurden. Die Metallgehalte des Erzes sind ziemlich hoch. Durchschnittliche Werte des Fördererzes liegen bei 18–29 % Pb und 30–35 % Zn, wobei der Zinkgehalt den Bleigehalt um einiges übertrifft. Abbauwürdige Erzgänge und Vererzungen finden sich ausschließlich im Marmor oder dessen Kontaktprodukten. Sie verlaufen – entsprechend meist größeren Störungs- oder Kluftflächen der Faltentektonik und Querklüften der Granittektonik – in mehreren parallelen Scharen in Abständen von nur wenigen Metern voneinander. Erzkonzentrationen treten besonders dort auf, wo diese von Querstörungen oder Klüften gekreuzt werden.

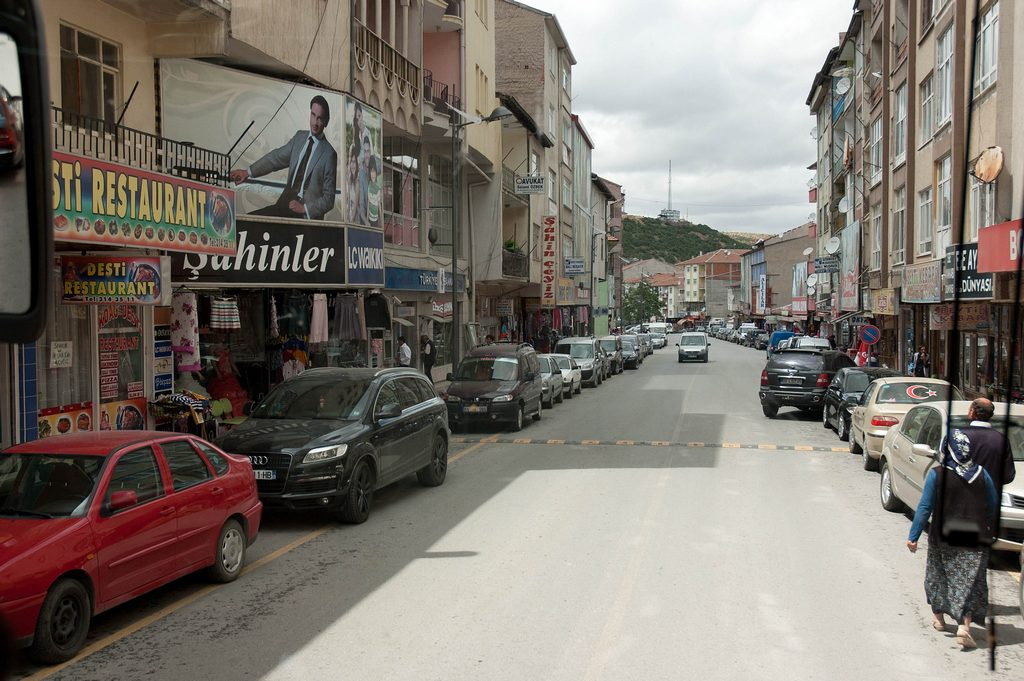
Straße in Akdağmadeni

## Persönlichkeiten
- Bekir Bozdağ (* 1965), türkischer Theologe, Jurist und Politiker
- Eftim I. (1884–1968), Patriarch der Türkisch-Orthodoxen Kirche